# Bever (Strombeek-Bever)
Pour les articles homonymes, voir Bever.
Bever est un hameau dans la province Belge du Brabant Flamand. Il est situé dans la section de Stombeek-Bever de la commune de Grimbergen. Bever est situé à l'ouest, dans  la partie rurale de l'arrondissement. Il est situé sur la frontière avec la Wemmel district de Bouchout, et pas loin de la commune de Meise, à proximité du Jardin botanique National de Belgique.

## Histoire
La plus ancienne mention de Bever remonte au XIIe siècle. En 1133,  le Duc de Brabant a donné à Bever son alleu à  l'Abbaye de Grand-bigard nouvellement fondée. C'est ici que la ferme de Bever a été construite. Sur la carte Ferraris à datant des années 1770 le nom du Hameau est Bever, il se situe au nord-ouest du village Strombeke. Aussi, la ferme de Bever est là sous le nom Cense t'Bever. Il faisait partie du comté de Jette.
À la fin de l'Ancien Régime Bever devint une commune, mais en 1810 la commune est fussionnée avec Strombeek pour donner la commune de Strombeek-Bever.
À la suite de la demande croissante de Meli Park, les propriétaires de celui-ci achètent en 1945 un terrain situé face à la ferme De Dry-Pikkel à Bever. À la frontière des villages de Grimbergen, Wemmel et Meise, ce deuxième parc baptisé Meli Meise ouvre en 1946. Il propose un bâtiment principal avec une boutique et une exposition, un parc animalier et de petites attractions. En 1951, le parc est agrandi avec une cafétéria et le premier self-service de Belgique. Le 11 juillet 1954, un petit jardin des contes de fées ainsi qu'un minigolf étoffent les activités. Ce dernier est agrémenté de miniatures de monuments belges, tel le Perron de Liège, le Château des comtes de Flandre, Ezelpoort (nl) de Bruges, le Rocher Bayard ou le Manneken-Pis. Meli Meise est fermé en 1957 en raison de la réalisation de l'exposition universelle de 1958. En effet, l'autoroute A12 qui longe la propriété subit des transformations pour cet événement international. Meli recevra son propre pavillon à l'exposition en compensation. Situé à moins d'un kilomètre du Jardin botanique Meise, l'adresse actuelle du bâtiment principal est Boechoutlaan 246 à Strombeek-Bever.
Dans la seconde moitié du 20e siècle, Bever fut séparé de Strombeek par le Ring de Bruxelles, l'autoroute A12 l'isole également. Bever resté juste à l'extérieur du Ring de Bruxelles a préservé en grande partie son caractère rural, contrairement à Strombeek situé lui à l'intérieur du ring qui est devenu de plus en plus urbain, et aussi, dans certains degré francophone.

## Monuments
- la ferme de Bever (Hof te Bever)
- le Château de Bever